# Calotelea aurulenta
Calotelea aurulenta är en stekelart som beskrevs av Lubomir Masner 1980. Calotelea aurulenta ingår i släktet Calotelea och familjen Scelionidae. Inga underarter finns listade.